# Grisi siknis
Grisi siknis o también Krisi siknis (en lengua misquita "locura de la selva", aunque las palabras derivan probablemente del inglés), también conocido como grisi munais, chipil siknis y nil siknis, es un síndrome contagioso y legado culturalmente a la etnia del pueblo Misquito en América Central y afecta especialmente a las mujeres jóvenes. Porque se encuentra asociado específicamente a la cultura de los misquitos, se clasifica como síndrome ligado a la cultura. 

## Síntomas
De acuerdo con los estudios de Phil Dennis de la Universidad Tecnológica de Texas, se caracteriza por un largo periodo de ansiedad, náuseas, malestar, furia irracional y miedo, entrelazado con breves periodos de frenesí en los cuales la víctima "pierde la conciencia, cree que el diablo lo ataca y lo violenta sexualmente" y corre sin propósitos.
Los síntomas de la grisis siknis o "locura de la selva", tienen un gran cuadro de variaciones y características.
Las víctimas son en su mayoría mujeres jóvenes o chicas adolescentes entre los 15 y 18 años. Por lo general viene acompañado de fuertes dolores de cabeza, mareos, ansiedad, náuseas, ira irracional y miedo. Durante la crisis, el paciente pierde la conciencia y cae por tierra y de manera inesperada se levanta y comienza a correr. Dennis llama esto como los síntomas característicos de la grisis siknis.
La víctima ve a las demás personas como demonios, mientras no siente dolor en su propio cuerpo cuando se lastima a sí misma, mientras pierde la memoria de lo que sucede. Algunos toman machetes o botellas rotas para defenderse de atacantes invisibles. Se dice que incluso algunas víctimas han realizado hazañas sobrehumanas, vomitado extraños objetos como arañas, cabellos o monedas y hablado en lenguas diferentes a las locales.
En algunos casos víctimas semi-inconscientes revelan el nombre de las próximas personas a sufrir el mal, pero esto no es completamente demostrado. Lo que si se ha concluido es su alto grado de contagio.
Durante las crisis, las víctimas aseguran tener visiones mentales en las cuales espíritus o demonios vienen a ellos y tienen relaciones sexuales. Estas visiones incluyen también aterrorizantes pesadillas y experiencias desagradables que algunos antropólogos dicen tienen que ver con experiencias sexuales. Pero el tema de la relación con la parte sexual es discutida.
Las crisis pueden suceder a cualquier momento, con una gran frecuencia desde que la primera persona de un grupo social fue infectada, hasta con poca regularidad. Una persona puede permanecer con la enfermedad por varios meses o un año si no ha recibido un tratamiento médico adecuado, pero existen casos documentados con un mayor tiempo.

## Causas
Con frecuencia comienza con síntomas de naturaleza violenta en los cuales la víctima toma un arma y ataca enemigos ficticios o se hace daño a sí mismo.
Las causas de la Grisis siknis no han sido plenamente determinadas por la comunidad científica, según la Asociación de Psicología de Estados Unidos (American Psychology Association), pero según una definición dentro de los cánones occidentales de investigación, este síndrome ha sido llamado "un desorden psicológico debido al estrés, conmoción y desesperación".
Por su parte, los misquitos creen que dicha enfermedad colectiva es debida al ataque de espíritus malignos o de espiritistas.
En contraste, la medicina occidental no ha tenido resultados positivos en los tratamientos, mientras los remedios naturales preparados por el mismo pueblo misquito han sido todos exitosos, según las conclusiones de los mismos investigadores.

## Grisi siknis y relaciones culturales
Porque este síndrome, bajo este nombre, ha atacado específicamente a la etnia indoamericana de los Misquito y no ha sido reportada en otros sitios del mundo, el hecho ha atraído también antropólogos y otra serie de estudiosos sobre el tema. 
Joseph Westermeyer, jefe de psiquiatría de la Universidad de Oklahoma, dice que el síndrome puede definirse como una cierta disfunción que ocurre con frecuencia en ciertas sociedades. El síndrome, dice Westermeyer, ocurre en otras culturas y sociedades separadas por grandes distancias y con síntomas similares que incluyen el miedo, la ansiedad, la amnesia, el deseo de escapar, marginación social, comportamientos desviados y violencia no dirigida. Sin embargo, estos síntomas no se restringen a síntomas adheridos a la cultura como los desórdenes de la personalidad, la neurastenia, los desórdenes de juicio y crítica, los síndromes cerebrales orgánicos, el delirio por inducción de drogas, la depresión crónica, la manía y la esquizofrenia. Debido a este cruce sintomático con aspectos culturales, se concluye que el síndrome no es único y que decir que se trata de un "síndrome cultural" no es exacto y puede frenar el avance de las investigaciones sobre el caso. Por otro lado, el surgimiento de este mal es esporádico y epidémico.
Según los científicos, los síntomas pueden ser localizados en otros grupos culturales como los siguientes:
- Amok: Mal similar que ocurre a varones de Malasia, Indonesia y las islas del Océano Pacífico[7]
- Antropofobia en Japón.[5]
- Bulimia nerviosa o anorexia nerviosa: En culturas europeas y americanas[7]
- Cathard en Polinesia.[8]
- Chakore entre los Ngawbere de Panamá.[9]
- “Falling out” entre los afroamericanos y en las Bahamas.[7]
- Fits en India.[10]
- Frenecí de brujería entre los Navajo.[8]
- Indisposición en Haití.[10]
- Síndrome de la retracción genital o Koro, entre varones de Asia[5]
- Latah entre mujeres del Sudeste Asiático.[5]
- Mal de pelea en Puerto Rico.[8]
- Pibloktoq o histeria ártica entre los Inuit.[11]
- "Mal comportamiento humano" en Nueva Guinea.[11]

De acuerdo con la Asociación Psiquiátrica de Estados Unidos, el pibloktog, el frenesí de brujería, el chakore y el amok, todos ellos, como el grisis siknis, se clasifican como "síndromes de carrera" en los cuales surge un peligroso cuadro sintomático de ansiedad en la cual la víctima corre hasta exhaustarse y termina en la amnesia. It is generally applied to purposeless roving.
Adicionalmente, Richard Castillo, citado por George Boeree, cree que el amok - con síntomas muy similares al grisi siknis -, el pibloktog, el latah, el falling out (caer), la "indisposición haitiana" y el fits, se relacionan todos con desórdenes de control impulsivo y entonces asociados a la tricotilomanía, juego compulsivo, piromanía y cleptomanía, según la ciencia occidental.

## Causas según la ciencia occidental
Desde la ciencia occidental no se ha determinado las causas de la grisi siknis, aunque sí se han intentado algunas teorías. No existe por ejemplo una causa orgánica y por lo tanto no se comprende aún la razón de su contagio.
Dennis concluye que la enfermedad es asociada emocionalmente a la cultura miskito a razón de causas como preocupaciones, temores y problemas y que es posible que exista la intermediación de algún microorganismo. Ronald C. Simons, profesor emérito de psiquiatría y antropología de la Universidad Estatal de Míchigan cita a Nicola Roos en la revista Walrus en donde se sostiene con respecto a la grisi siknis que está es causada por la pobreza que es significativamente extrema entre los misquitos. Síndromes recurrentes en grupos culturales tienen una gran relación con experiencias que el grupo enfrenta y que tienen que ver con la mala fortuna. Wolfgang Jilek del departamento de psiquiatría de la Universidad de Columbia, cita también a Ross de la Walrus para concluir que en efecto la enfermedad no tiene causas orgánicas y que son básicamente el resultado de traumas y tensiones y de problemas de disosiación mental. Susan Kellogg, profesora asociada del Departamento de Historia de la Universidad de Houston, dice que la grisis siknis es el resultado de tensiones y problemas emocionales culturales que, especialmente la mujer misquita sufre. Ariel Shlomo, codirector del Centro Integrativo de Psicoterapia en Israel, dice que tales desórdenes son el producto de un mecanismo cultural que intenta enfrentar cambios internos y externos a la cultura. En una función típica homeoestática, Shlomo dice que los desórdenes emocionales y del comportamiento en individuos pueden ser definidos como culturales, en donde lo cultural impone el tratamiento para restablecer el equilibrio.
Grisi siknis puede ser considerado un comportamiento ritual asociado a la transición del adolescente al adulto entre los misquitos, dice Mark Jamieson, profesor de antropología social de la Universidad de Mánchester Las chicas en la cultura misquita, según Jamieson, se enfrentan de manera inconscientemente cultural a la tarea de atraer a sus maridos mientras permanecen puras y seguras dentro del statu quo social. La contradictoria presión familiar entre proteger a la niña y darla en matrimonio, añade elementos al cuadro clínico Shlomo dice también que el síndrome puede ser visto desde un punto de vista seguro para mantener el equilibrio entre la presión de los conflictos. Las chicas misquito expresan una transición sexual a través del síndrome, mientras mantienen su pureza social intacta, al ser juzgadas como víctimas del mal, el cual es utilizado como expiación.

## Teoría de los Misquitos
La tradición misquita, según describe Dennis, sostiene que la grisis siknis o "locura de la selva", es causada por una posesión satánica. Esta creencia tiene un fuerte componente de animismo tradicional americano. mezclado con un fuerte componente cristiano de la idea del diablo. Cuando una crisis de epidemia surge, los misquitos sostienen que se trata de un desequilibrio producido por los demonios, dice Nicola Ross, reportero de la revista Walrus. y que el tratamiento está en las manos solo de un adivino o espiritista.

## Cura
Grisi siknis o "locura de la selva" ocurre solo dentro de la tradición médica natural de los misquitos, de acuerdo al Boletín del Consejo Botánico de Estados Unidos.
Para curar la enfermedad, los misquitos siguen una jerarquía de sus remedios. Primero intentan con medicamentos preparados en casa, pero si creen que un demonio en particular está involucrado, acuden a medicamentos preparados con tecnologías modernas por los curanderos o doctores. Los curanderos utilizan una serie de baños de vapor, untamientos, pociones y te de origen orgánico. De acuerdo a Dennis, los curanderos mesquitos utilizan una variedad de remedios herbales que conservan en secreto y que han probado hasta el momento ser más efectivo que los medicamentos occidentales. Sin embargo, las curas pueden malograrse si se exponen a la cercanía de difuntos, mujeres en embarazo o varias carnes, dice el científico.

## Último caso
El último caso de grisi siknis está registrado en la ciudad de León el 27 de mayo de 2016, afectando a 7 mujeres estudiantes de la Universidad de León (UNAN), según médicos locales no se explican las razones del Grisi Siknis, se está coordinando con la comunidad de los Miskitos para brindarles toda la ayuda posible.
El brote anterior de locura colectiva, grisi siknis o locura de la selva fue registrado en el mes de agosto de 2014 en la comunidad indígena Mayagna de Alal, municipio de Bonanza, RAAN.
Otro brote fue en marzo de 2009 en Puerto Cabezas y Siuna (Nicaragua) en donde numerosos estudiantes del Instituto Nacional Tecnológico y de otros institutos de educación, sufrieron un ataque de grisi siknis. 
La mayoría de las víctimas son muchachas adolescentes, pero también varones. Las comunidades aseguran que se trata de un maleficio realizado por brujas para obligar a la gente a pagar altos costos por las curaciones. Por su parte, los científicos dicen que se trata de un producto de la extrema pobreza en que viven los misquitos, situación que se agravó por el Huracán Félix de septiembre de 2007.